# النشاط البدني

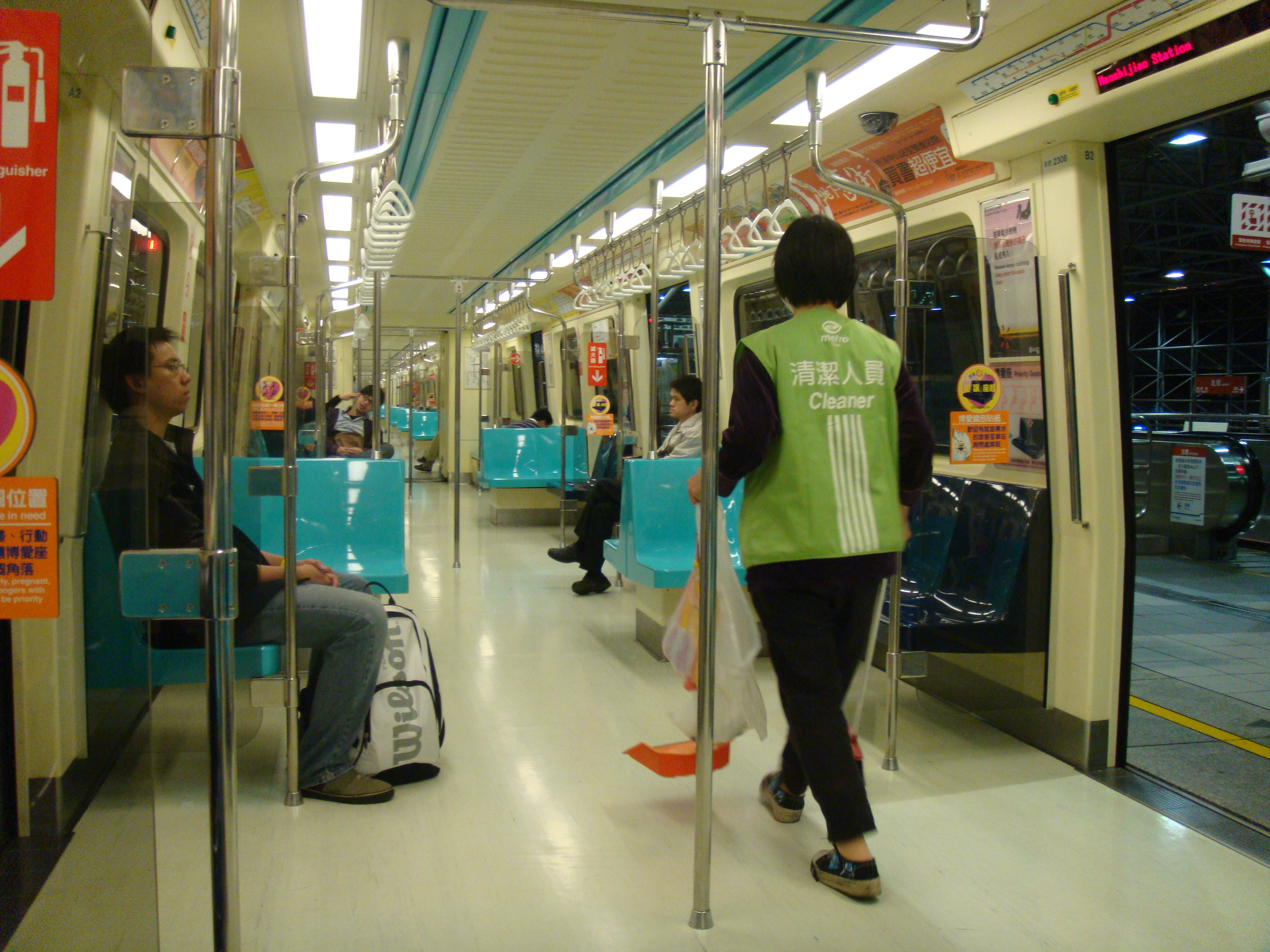
لا يقتصر النشاط البدني على التمارين فقط بل يتضمن عدة أنشطة أخرى تتطلب الحركة كالتنظيف والعمل والتنقل

ماهو النشاط البدني: هو حركة جسدية ناتجة عن العضلات والهيكل العظمي والتي تتطلب طاقة مبذولة ويشمل النشاط البدني جميع النشاطات بأي طاقة مبذولة وفي أي وقت خلال اليوم ويشمل التمارين والنشاط العرضي المُدمج في النشاط اليومي، وقد يكون هذا النشاط العرضي غير مخطط له وغير منظم ولا متكرر ولا حتى بهدف تطوير اللياقة البدنية وقد يتضمن نشاطات كالمشي إلى المتجر أو التنظيف أو العمل أو النقل وغيرها من النشاطات. ترتبط قلة النشاط البدني بمجموعة من النتائج الصحية السلبية في حين أن زيادة النشاط البدني يمكن أن تحسن الصحة البدنية والنفسية..

## مفاهيم خاطئة
يُمارس «التمرين» و «النشاط البدني» بشكل متكرر بالتبادل، ويشير بشكل عام إلى النشاط البدني الذي يؤدى أثناء وقت الفراغ بهدف رئيسي وهو التحسين أو الحفاظ على اللياقة البدنية أو الأداء البدني أو الصحة.
النشاط البدني ليس كمفهوم التمرين بالضبط. يُعرّف التمرين على أنه جزء فرعي من النشاط البدني ويكون بالتخطيط له وهيكلته وتكراره ووضع أهداف له، بمعنى أن التحسين أو الحفاظ على اللياقة البدنية هو الهدف فتحسين اللياقة البدنية والحفاظ عليها هو من أحد أهدافها.وعلى العكس، يتضمن النشاط البدني تمارين ولكن قد لا يُخطط لها وتكون بطريقة غير منظمة عشوائية وغير هادفة أيضًا، تمت ممارستها لأسباب عدة.

## الشدة
يمكن أن يكون النشاط البدني بأي شدة، بحركة بسيطة من العضلات، إلى حركة سريعة. ومن الناحية العملية، يمكن النظر إلى النشاط البدني على أنه سلسلة متصلة من السلوك المستقر إلى نشاط شديد القوة.
تصنف الشدة على نطاق واسع وفقًا لاستهلاك الطاقة باستخدام مقياس للشدة والأيض ويندرج السلوك المستقر والنشاط الخفيف والمعتدل والقوي ضمن هذا النطاق.

## أمثلة على أنشطة بمختلف شدتها
نماذج الأنشطة المعروضة أدناه هي مجرد أمثلة وتعتمد على الفرد ونشاطه المبذول وقد تتداخل هذه الأنشطة مع فئات الشدة أو تتسبب في تغييرها تمامًا.
| الشدة                 | امثلة على الانشطة                                   |
| --------------------- | --------------------------------------------------- |
| قلة الحركة            | الجلوس والاستلقاء                                   |
| الثبات                | الوقوف ثابتا                                        |
| النشاط البدني الخفيف  | المشي البطيء، الدوران حول المنزل                    |
| النشاط البدني المتوسط | المشي السريع، الهرولة، السباحة الخفيفة، وصعود الدرج |
| النشاط البدني الشديد  | الركض السريع، وركوب الدراجات                        |

## الخمول البدني وقلة الحركة
الخمول هو غياب النشاط البدني، والذي يختلف نظريًا عن قلة الحركة (وليس نمط الحياة المستقرة). تعرّف قلة الحركة على أنها أي سلوكٍ يقظ يتميز ببذل الطاقة ≤1.5 مكافئات الأيض (METs) سواء أكان في وضع الجلوس أو الإتكاءأو الاستلقاء. بشكل عام، يعني هذا أنه في أي وقت يجلس فيه أحد الأشخاص أو يستلقي بشكل سلبي، فإنه يندرج تحت قلة الحركة.

## أنواع أخرى من الأنشطة البدنية
الأنشطة البدنية الهوائية
الأنشطة البدنية غير الهوائية
أنشطة تقوية العضلات

## توصيات عالمية
توصي منظمة الصحة العالمية بالآتي:

## البالغون من 18 إلى 64 عامًا

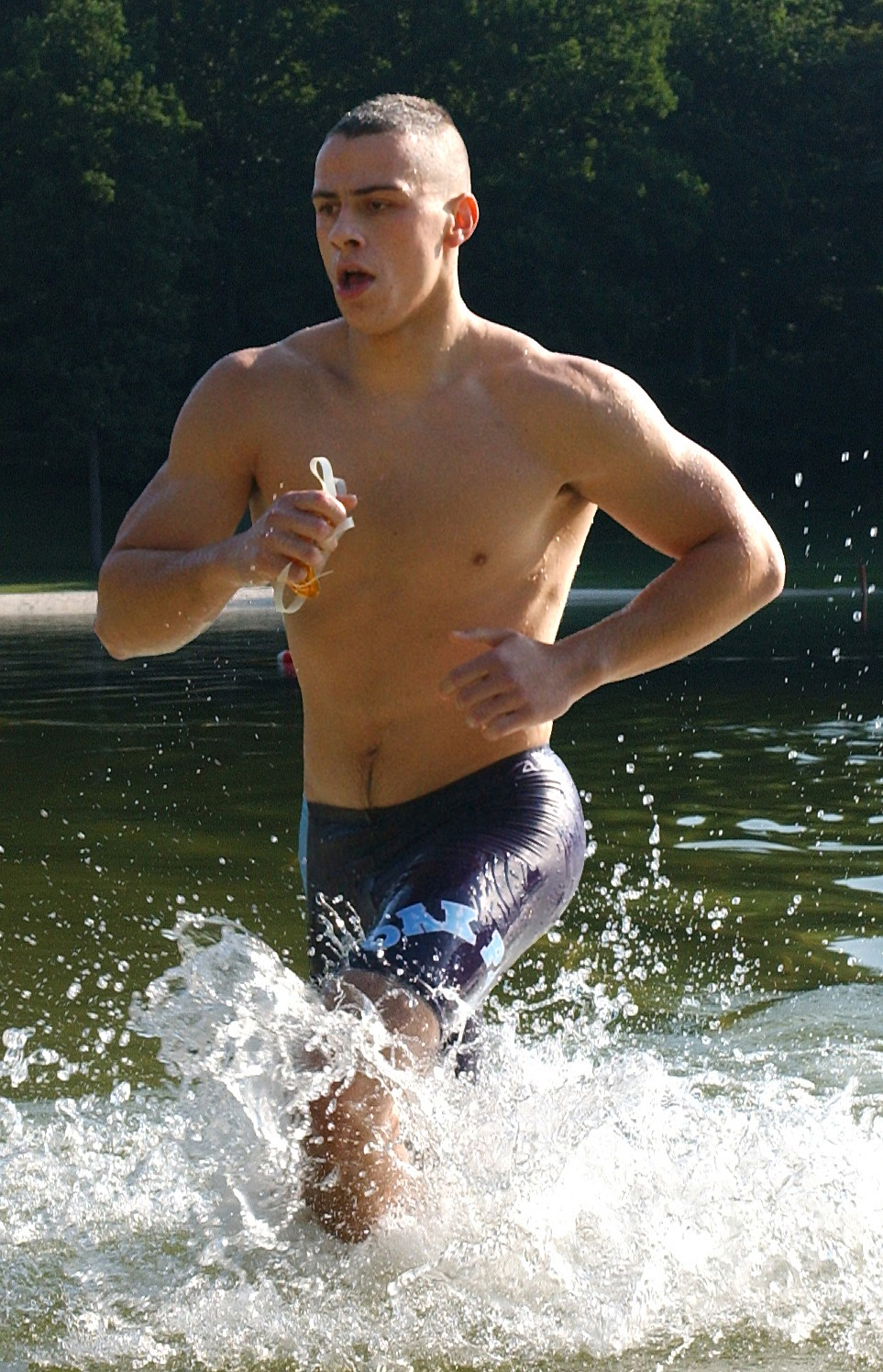
جندي بحري من الولايات المتحدة يمارس رياضة الركض في الماء
1. يجب على البالغين الذين تتراوح أعمارهم بين 18 و64 عامًا ممارسة النشاط البدني الهوائي معتدل الشدة لمدة 150 دقيقة على الأقل طوال الأسبوع أو ممارسة مايعادله من النشاط البدني الهوائي شديد القوة لمدة 75 دقيقة على مدار الأسبوع أو مزيج من النشاط المعتدل والشديد.
2. يجب ممارسة النشاط الهوائي في جولات لمدة 10 دقائق على الأقل.
3. للحصول على فوائد صحية إضافية، يجب على البالغين زيادة نشاطهم البدني الهوائي معتدل الشدة إلى 300 دقيقة في الأسبوع، أو ممارسة 150 دقيقة من النشاط البدني الهوائي شديد القوة في الأسبوع، أو مزيج متساوٍ من النشاط الشديد والمعتدل.
4. ينبغي القيام بأنشطة تقوية العضلات التي تشمل العضلات الرئيسية مرتان أو أكثر في الأسبوع.

## البالغون من عمر 65 فما فوق
1. يجب على البالغين الذين تبلغ أعمارهم 65 عامًا أو أكثر ممارسة ما لا يقل عن 150 دقيقة من النشاط البدني الهوائي معتدل الشدة طوال الأسبوع أو القيام بما لا يقل عن 75 دقيقة من النشاط البدني الهوائي القوي على مدار الأسبوع أو مزيج من النشاط المعتدل والشديد.
2. يجب إجراء النشاط الهوائي في جولات لمدة 10 دقائق على الأقل.
3. للحصول على المزيد من الفوائد الصحية، يجب على البالغين من عمر 65 عامًا فأكثر زيادة نشاطهم البدني الهوائي معتدل الشدة إلى 300 دقيقة في الأسبوع، أو المشاركة في 150 دقيقة في الأسبوع من النشاط البدني الهوائي شديد القوة أو ممارسة كلًا من النشاط المعتدل والقوي بالتساوِ.
4. يجب على البالغين في هذه الفئة العمرية والذين يعانون من ضعف الحركة ممارسة النشاط البدني لمدة 3 أيام أو أكثر في الأسبوع لتعزيز التوازن وتجنب السقوط ثلاث مرات أو أكثر اسبوعيا.
5. يجب القيام بأنشطة تقوية العضلات التي تشمل مجموعات العضلات الرئيسية، مرتان أو أكثر في الأسبوع.
6. عندما يتعذر على البالغين من هذه الفئة العمرية القيام بالجولات الموصى بها من النشاط البدني بسبب الظروف الصحية، يجب أن يكونوا نشيطين بدنيًا بقدر ما تسمح به قدراتهم وظروفهم.

## الأطفال والمراهقين الذين تتراوح أعمارهم بين 5-17
1. يجب أن يمارس الأطفال والشباب الذين تتراوح أعمارهم بين 5-17 عامًا النشاط البدني المعتدل إلى الشديد لمدة 60 دقيقة على الأقل يوميا.
2. ممارسة الرياضة لأكثر من 60 دقيقة يساهم في زيادة الفوائد الصحية.
3.يجب أن يكون معظم النشاط البدني اليومي من التمارين الهوائية ويجب أن يتضمن الأنشطة شديدة القوة بما في ذلك تلك التي تقوي العضلات والعظام على الأقل 3 مرات في الأسبوع.

## لتحقيق النمو الصحي
- عنصر قائمة منقطة

يجب تشجيع الأطفال (منذ الولادة إلى السنة الأولى) على ممارسة النشاط البدني خاصةً من خلال اللعب التفاعلي الخاضع للإشراف في البيئات الآمنة. بالنسبة لأولئك الذين لم يتحركوا بعد، تخصص لهم 30 دقيقة لتمارين البطن، تشمل التمدد والإمساك والدفع والشد والزحف على مدار اليوم خلال فترة الاستيقاظ.
- عنصر قائمة منقطة

يجب أن يقضي الأطفال الصغار (من سنة إلى سنتين) ما لا يقل عن 180 دقيقة يوميًا في ممارسة الأنشطة البدنية بما في ذلك اللعب الحركي مثل الجري والقفز والزحف طوال اليوم - مع ملاحظة أن الإكثار من هذا النشاط أفضل-.

## ارشادات لقلة الحركة
- عنصر قائمة منقطة

لا ينبغي تقييد الأطفال قبل سن المدرسة (من 3 إلى 5 سنوات) بنشاط محدد لأكثر من ساعة واحدة مثل الجلوس في عربة أو مقعد السيارة أو الجلوس لفترات طويلة ويجب ألا يزيد إجمالي الجلوس أمام شاشة التلفاز لأكثر من ساعة خلال اليوم ويفضل الاستغناء عنه. عندما يكون الأطفال قبل سن المدرسة كثيرو الجلوس، يتشجع مقدمي الرعاية على التعامل معهم من خلال أنشطة مثل القراءة والغناء وحل الألغاز ورواية القصص.

## النوم
ينصح بنوم الرضع (منذ الولادة إلى السنة الأولى) لمدة 14 إلى 17 ساعة (لمن تتراوح أعمارهم بين 0-3 أشهر) و12 إلى 16 ساعة (لمن تتراوح أعمارهم بين 4 و11 شهرًا) وأيضًا بالقيلولة خلال فترة الـ 24 ساعة.
يُنصح للأطفال الصغار (الذين تتراوح أعمارهم من سنة إلى سنتين) بالحصول على نوم جيد من 11 إلى 14 ساعة، بما في ذلك القيلولة خلال فترة الـ 24 ساعة مع أوقات نوم واستيقاظ ثابتة.
يوصى لعمر ماقبل المدرسة (من 3 إلى 5 سنوات) بالحصول على 10 إلى 13 ساعة من النوم الجيد، والذي قد يشمل الغفوة مع أوقات نوم واستيقاظ ثابتة.

### الأطفال (5-12 سنة)
🦋 النشاط البدني🦋
للفوائد الصحية، يجب أن يمارس الأطفال الذين تتراوح أعمارهم بين 5-12 سنة النشاط البدني المعتدل إلى الشديد كل يوم لمدة 60 دقيقة.
يجب أن يشمل النشاط البدني للأطفال مجموعة متنوعة من الأنشطة الهوائية، بما في ذلك بعض النشاط المكثف.
يجب أن يشارك الأطفال في أنشطة تقوي العضلات والعظام لثلاثة أيام في الأسبوع على الأقل.
ينبغي أن يشارك الأطفال في العديد من الأنشطة اليومية التي قد تصل إلى ساعات وذلك لتحقيق مزيدٍ من الفوائد الصحية
قلة  الحركة ㅂ
يجب على الأطفال الذين تتراوح أعمارهم بين 5-12 سنة تقليل الوقت الذي يقضونه خاملين كل يوم وذلك لتقليل المخاطر الصحية.
لتحقيق هذا
- عنصر قائمة منقطة

تقليل استخدام الوسائط الإلكترونية للترفيه (مثل التلفزيون والألعاب الإلكترونية التي تتطلب الجلوس واستخدام الكمبيوتر) على ما لا يزيد عن ساعتين في اليوم - فكل ما قل الوقت قلت المخاطر الصحية.
- عنصر قائمة منقطة

فصل فترات الجلوس الطويلة قدر الإمكان.

### إرشادات النشاط البدني
- عنصر قائمة منقطة

للفوائد الصحية، يجب أن يمارس الشباب الذين تتراوح أعمارهم ما بين 13 و 17 عامًا 60 دقيقة على الأقل من النشاط البدني المعتدل إلى الشديد كل يوم.
- عنصر قائمة منقطة

يجب أن يشمل النشاط البدني للشباب مجموعة متنوعة من الأنشطة الهوائية، بما في ذلك بعض النشاط القوي.
- عنصر قائمة منقطة

يجب على الشباب ممارسة أنشطة تقوية العضلات والعظام لثلاث أيام في الأسبوع على الأقل.
- عنصر قائمة منقطة

لتحقيق فوائد صحية إضافية، يجب على الشباب ممارسة المزيد من النشاط - قد يصل إلى عدة ساعات في اليوم.

### إرشادات السلوك المستقر
يجب على الشباب الذين تتراوح أعمارهم بين 13 و17 عامًا تقليل الوقت الذي يقضونه في البقاء خاملين كل يوم وذلك للحد من المخاطر الصحية. لتحقيق هذا:
تقليل استخدام الوسائط الإلكترونية للترفيه (مثل التلفزيون والألعاب الإلكترونية التي تتطلب الجلوس واستخدام الكمبيوتر) على ما لا يزيد عن ساعتين في اليوم - كل ما قل الاستخدام قلت المخاطر الصحية.
افصل فترات الجلوس الطويلة قدر الإمكان.

### إرشادات النشاط البدني
- عنصر قائمة منقطة

القيام بأي نشاط بدني أفضل من عدم القيام بأي شيء. إذا كنت لا تمارس أي نشاط بدني في الوقت الحالي، ابدأ بالقيام ببعض الأنشطة وقم بذلك بشكلٍ تدريجي بناءً على القدر الموصى به.
- عنصر قائمة منقطة

يفضل أن تكون نشيطًا في جميع أيام الأسبوع. مارس 150 إلى 300 دقيقة (من 2 ونصف إلى 5 ساعات) من النشاط البدني المعتدل الشدة أو من 75 إلى 150 دقيقة (من ساعة وربع إلى ساعتين ونصف) من النشاط البدني شديد القوة أو مارس كلاهما بتساو كل أسبوع.
- عنصر قائمة منقطة

مارس أنشطة تقوية العضلات لمدة يومين على الأقل كل أسبوع.

### إرشادات قلة الحركة
- عنصر قائمة منقطة

قلل من الوقت الذي تقضيه جالسًا لفترات طويلة.
- عنصر قائمة منقطة

افصل فترات الجلوس الطويلة قدر الإمكان.

### توصيات النشاط البدني
1. يجب أن يقوم كبار السن بممارسة النشاط البدني، بغض النظر عن العمر أو الوزن أو المشكلات الصحية أو القدرات.
2.يجب أن يكون كبار السن نشيطين كل يوم بشتى الطرق قدر الأمكان وذلك بالقيام بمجموعة من الأنشطة البدنية التي تتضمن اللياقة البدنية والقوة والتوازن والمرونة.
3.يجب أن يمارس كبار السن النشاط البدني المعتدل الشدة لمدة 30 دقيقة على الأقل في معظم الأيام ويفضل أن يكون ذلك طيلة الأيام.
4.يجب أن يبدأ كبار السن الذين توقفوا عن ممارسة النشاط البدني أو الذين بدأوا نشاطًا بدنيًا جديدًا بمستوى يسهل ممارسته ويقومون تدريجياً بتكوين مقدار ونوع وتكرار النشاط الموصى به.
5.يجب على المسنين الذين ما زالوا يتمتعون باللياقة البدنية الاستمرار في القيام بذلك بطريقة تتناسب مع قدرتهم على الحياة في وقت لاحق بشرط الالتزام بإجراءات السلامة والتوجيهات الموصى بها.

### توصيات من بلدان أخرى
نيوزيلندا
المملكة المتحدة
الولايات المتحدة الأمريكية

## تنبئات بمستويات النشاط البدني
مقدار النشاط البدني الذي يقوم به السكان وزيادة عدد الممارسين التي تصل إلى نسب محددة تمليها مجموعة من العوامل بما في ذلك التركيبة السكانية (مثل العمر والجنس والعرق) والحالة الصحية للسكان والجوانب الثقافية وحالة البيئة نفسها (مثل البنية التحتية التي توفر النشاط البدني).
أظهرت الدراسات أنه كلما توفرت البيئة الطبيعية (مثل الحدائق والغابات والمياه الداخلية والسواحل) زادت ممارسة الرياضة في أوقات الفراغ مثل المشي وركوب الدراجات.
ترتبط ممارسة النشاط البدني بحسب أحوال الطقس فعلى سبيل المثال، أجريت دراسة سكانية على سكان إنجلترا وأظهرت النتيجة زيادة في النشاط البدني كلما قلت درجة الحرارة وأعتدل الجو.